# Antore
Antore è il nome di un personaggio dell'Eneide di Virgilio, presente nel libro X

## Il mito
Originario di Argo, compagno d'armi di Eracle nella gioventù, Antore si trasferisce poi in Italia, a Pallanteo, diventando così un suddito di Evandro. Combatte quindi nelle truppe di Pallante, figlio del re arcade, in appoggio a Enea nella guerra troiano-italica. Morirà per un colpo di lancia non destinato a lui durante il duello tra Mezenzio ed Enea. La locuzione Dulces moriens reminiscitur Argos ("morendo egli ricorda la dolce Argo") che appunto si trova nel passo relativo alla sua uccisione, è tra le più conosciute del poema virgiliano.